# Залошка Гориця
Залошка Гориця (словен. Zaloška Gorica) — поселення в общині Жалець, Савинський регіон, Словенія. 
Висота над рівнем моря: 282,6 м.